# Geografía de Marruecos

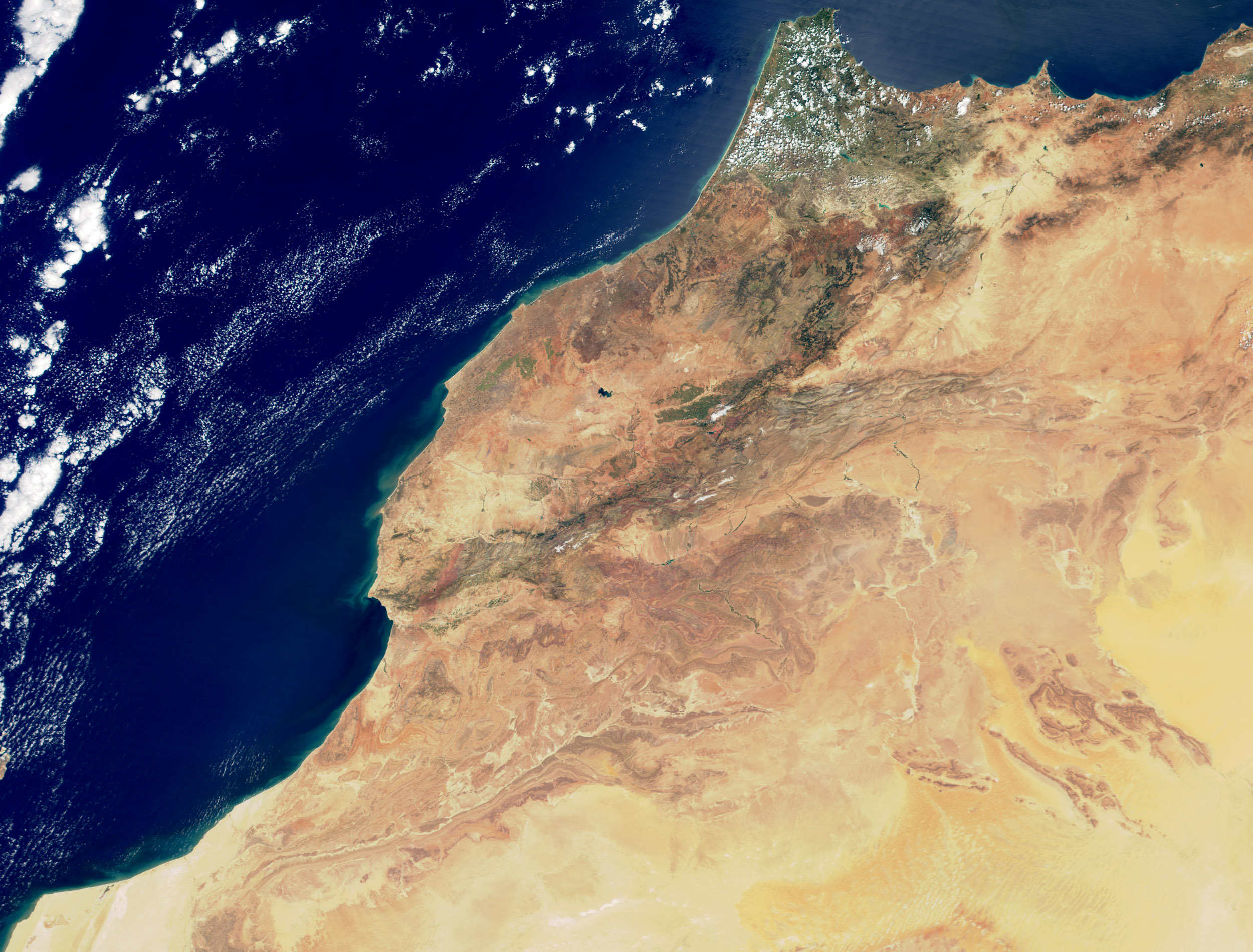
Imagen tricolor de Marruecos de Terra spacecraft.

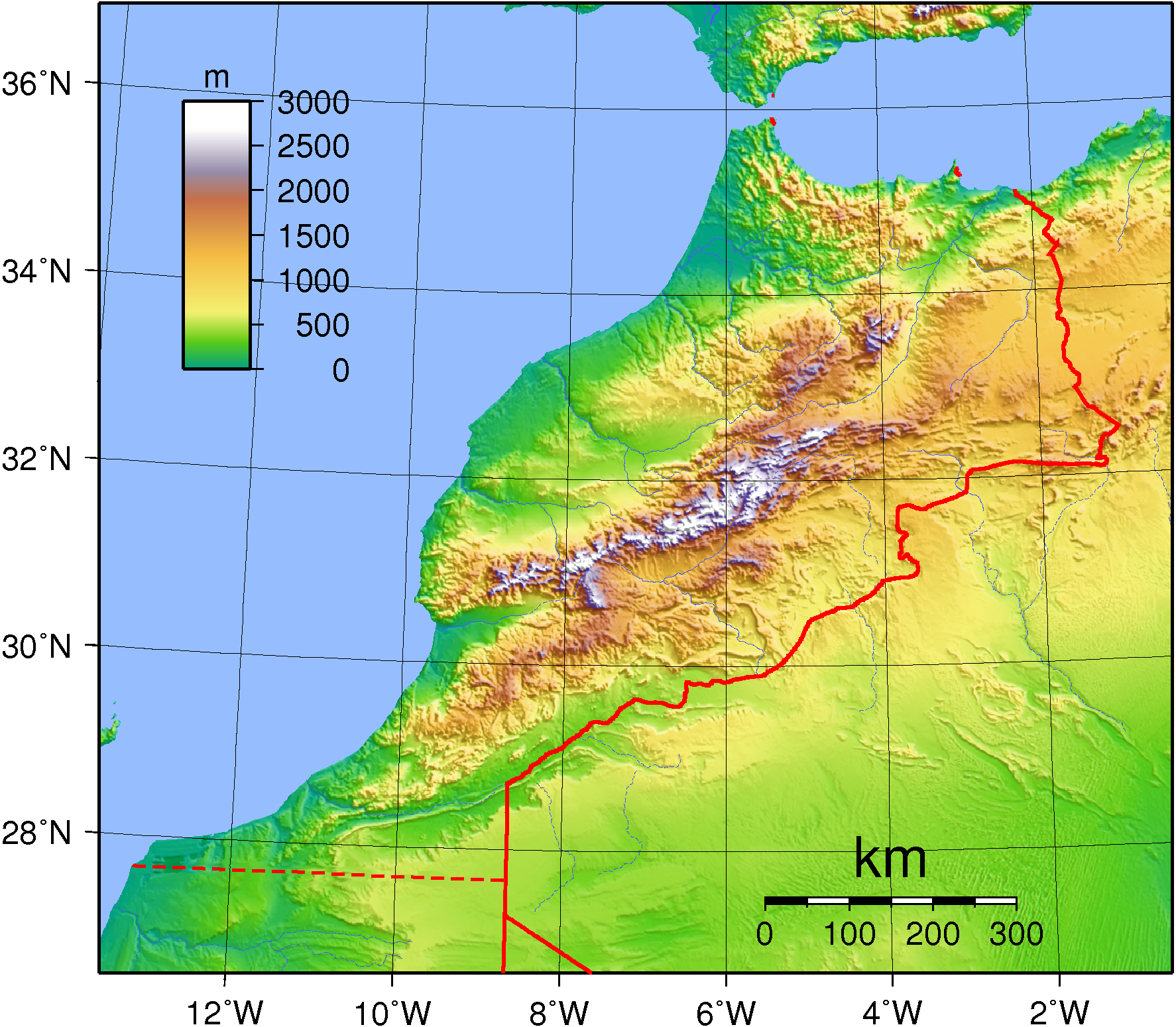
Topografía de Marruecos.

Marruecos es un país africano limitado por el norte con el mar Mediterráneo, con España en sus fronteras terrestres de Ceuta y Melilla y el océano Atlántico, unidos por el estrecho de Gibraltar. Al sur hace frontera con el Territorio No Autónomo del Sáhara Occidental, mismo del que tiene una gran parte. Al este y sureste hace frontera con Argelia y al oeste con el océano Atlántico.

## Relieve
El relieve de Marruecos es mayormente montañoso y su altitud promedio es de unos 800 metros sobre el nivel del mar. 
Las montañas ocupan más de dos tercios del territorio marroquí y sus alturas no son nada despreciables, pues varias cimas superan los 4000 m, como el Tubkal, que alcanza los 4162 metros de altitud. El país posee cuatro cadenas montañosas principales y es el único país del Magreb en tener una cordillera inmensa, el Atlas, dividida en tres partes.
En el norte del país, las montañas del Rif bordean el mar Mediterráneo, entre Tánger y la frontera de Argelia. La cima más alta del Rif alcanza los 2456 m en el monte Tidiguín, en la parte central de la cordillera. La vegetación varía desde el oeste, donde crece sobre todo una vegetación perenne de abeto, pino y cedro en las alturas, y encina, quejigo, alcornoque y sabina en las zonas bajas, hacia el este, donde aparecen las estepas áridas y el maquis.
Hacia el interior del país aparecen las tres grandes cadenas del Atlas, el Atlas Medio, el Alto Atlas y el Anti-Atlas. El Atlas Medio se extiende de nordeste a sudoeste entre el Rif y el Alto Atlas, separa las llanuras áridas del este y las más húmedas del oeste. Al norte, está separado del Rif por la garganta de Taza, en el valle del río Inauen. Al este de la cordillera se hallan macizos escarpados, como los jebel (montañas)  Bou Nasser  (3356 m) o Bouiblane (3192 m), con importantes espesores de nieve en invierno. Al oeste, la cadena se suaviza para dejar sitio a relieves más abordables y pequeñas altiplanicies. El Atlas Medio es la fuente de los ríos más importantes del país. Por el sur, está bordeada por el Alto Atlas.
El Alto Atlas está orientado de sudoeste a nordeste. Forma una inmensa barrera de casi 750 km de longitud que separa el Marruecos sahariano del Marruecos atlántico y mediterráneo. El conjunto tiene algo más de 100 000 km² de superficie y las mayores alturas del país. El relieve del Alto Atlas se divide en tres entidades diferentes: el Alto Atlas occidental, formado durante las eras Jurásica y Cretácica, está entallado por profundos valles y posee la cima más alta en el parque nacional del Tubkal, creado en 1942 en el entorno del Tubkal, con sus 4167 m y el monte Uanukrim (4089 m). El Alto Atlas central es calcáreo, dominado por un relieve tabular que culmina a 2500 m, con una cima, el monte Ighil M'Goun, de 4071 m. El Alto Atlas oriental se inicia en el río Muluya y está formado por grandes mesetas y cimas como el monte Ayachi (3747 m). Hacia el este las alturas disminuyen para fundirse con el Sahara en la frontera con Argelia. 
El Anti-Atlas o Pequeño Atlas discurre de sudoeste a nordeste al sur del Alto Atlas, entre Agadir, en la costa, Uarzazat, la meca del cine de Marruecos, en el centro, y Tafilalet, al este, cerca de las dunas de Merzouga. En su parte baja, occidental, está separado del Alto Atlas occidental por el río Sus, que desemboca en Agadir. Una prolongación del Atlas que culmina en el monte Sirwa (3304 m) separa esta vertiente de la oriental, que se inicia en la garganta del río Dadés, afluente del río Draa, cerca de Uarzazat, donde se inicia la ruta de las kasbahs. Al este se encuentran los montes Saghro (2500-2700 m).

## Clima

Clasificación de Köppen del clima de Marruecos, desde el desierto cálido en rojo, pasando por el verano cálido del Mediterráneo en amarillo, el cálido semiárido en marrón y el subártico con veranos secos del lila.

El clima de Marruecos puede dividirse en dos regiones: el del noroeste, donde vive el 95 por ciento de la población, y el del sudeste, mucho más árido. En la costa mediterránea se da un clima templado y parecido al de la península ibérica; en la costa atlántica es más oceánico, y se hace cada vez más árido a medida que viajamos hacia el este y hacia el interior.
En la costa mediterránea, los veranos son relativamente cálidos y los inviernos suaves. Las precipitaciones oscilan entre los 600-1500 mm en el oeste, y los 300-700 mm en el este. La nieve es abundante en la alturas. En Tánger, al oeste, caen 735 mm en 84 días, sobre todo entre octubre y abril, con veranos secos y temperaturas que oscilan entre los 8.oC de mínima invernal y los 26.oC de máximas veraniegas. En Melilla, al este, caen 391 mm en 43 días y las máximas superan los 29.oC en agosto. El agua del mar oscila entre 16 y 23.oC. En la cadena del Rif, paralela al Mediterráneo, el clima se vuelve continental a medida que se asciende en las montañas (Chauen, Isaguén, Targuís, Taza). Por encima de 1000 m, se vuelve alpino, con inviernos fríos y veranos suaves (Bab Berred).

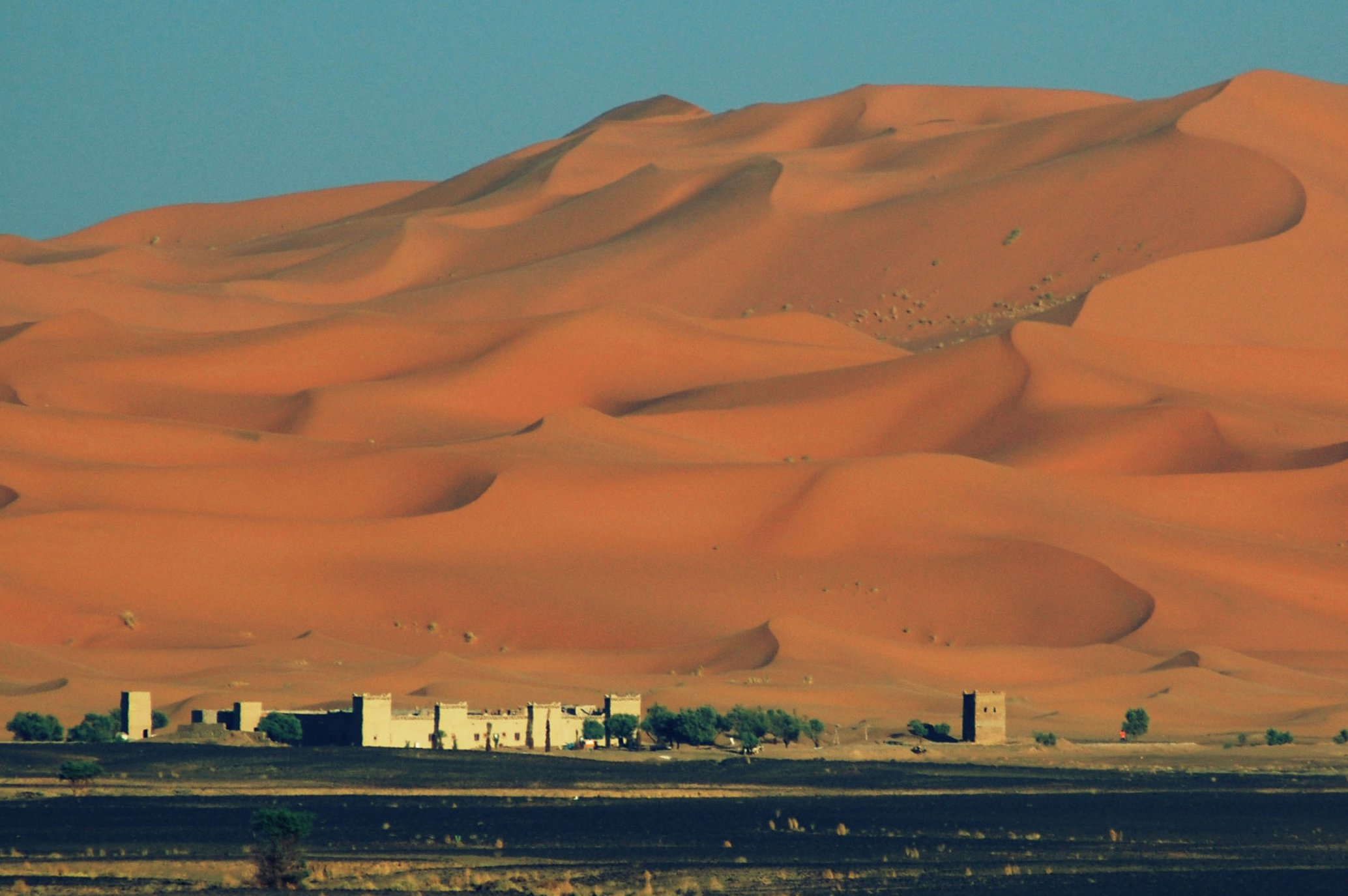
Las dunas de Merzouga, en las puertas del Sahara

En la costa atlántica, el clima es mediterráneo con influencia oceánica. En la costa, los veranos son entre cálidos y templados, y, en invierno, más fríos que en el Mediterráneo (Rabat, Casablanca, Esauira, Larache). A medida que nos alejamos del mar, se vuelve más continental, con veranos más cálidos e inviernos más fríos (Fez, Mequinez, Jenifra, Beni Melal). Por encima de 1000 m, el clima es alpino, con veranos suaves e inviernos fríos (Ifrán, Azrú, Midelt, Imouzzer Kandar). Las lluvias oscilan entre los 500 y los 1800 mm en el norte, con un importante descenso a medida que se avanza hacia el sur. La nieve es abundante en las montañas, con dos estaciones de esquí, una en el Atlas Medio (Mischliffen), y otra en el Alto Atlas (Oukaïmeden). En Casablanca, en la costa, caen 375 mm en 72 días, entre octubre y abril; la temperatura media de las máximas es de 26.oC en verano, pero puede llegar a 40.oC; la mínima de las medias es de 9.oC en enero, pero puede llegar a helar. En Esauira, el clima es muy parecido. En Fez, en el interior, llueve algo más (550 mm) y las temperaturas oscilan entre los 36.oC de media en julio y los 4.oC en enero. En Ifrane, con clima alpino, caen 1185 mm en 108 días, con poca lluvia entre junio y septiembre y con 21.oC de media veraniega y 4.oC de media invernal.
Las regiones del sur y el sudoeste de Marruecos tienen clima semiárido. Caen entre 250 y 350 mm de lluvia y las temperaturas no varían demasiado respecto a las de la zona central, más extremadas en el interior. En Agadir, en la costa, caen 224 mm en 35 días y apenas llueve entre junio y agosto, con temperaturas que oscilan de invierno a verano entre 8 y 26.oC. En Marrakech caen 281 mm en 59 días, con medias máximas en verano que superan los 36.oC y máximas absolutas de 49.oC.
Al sur del Atlas, el clima se hace más seco. En Uarzazat, a 1150 m de altitud, caen 112,2 mm anuales en 33 días, con medias máximas de 37.oC en julio y agosto, y mínimas de 17.oC en diciembre y enero. En Merzouga caen menos de 50 mm anuales, con mínimas de 2.oC en enero y máximas de 41.oC en julio.

## Hidrografía

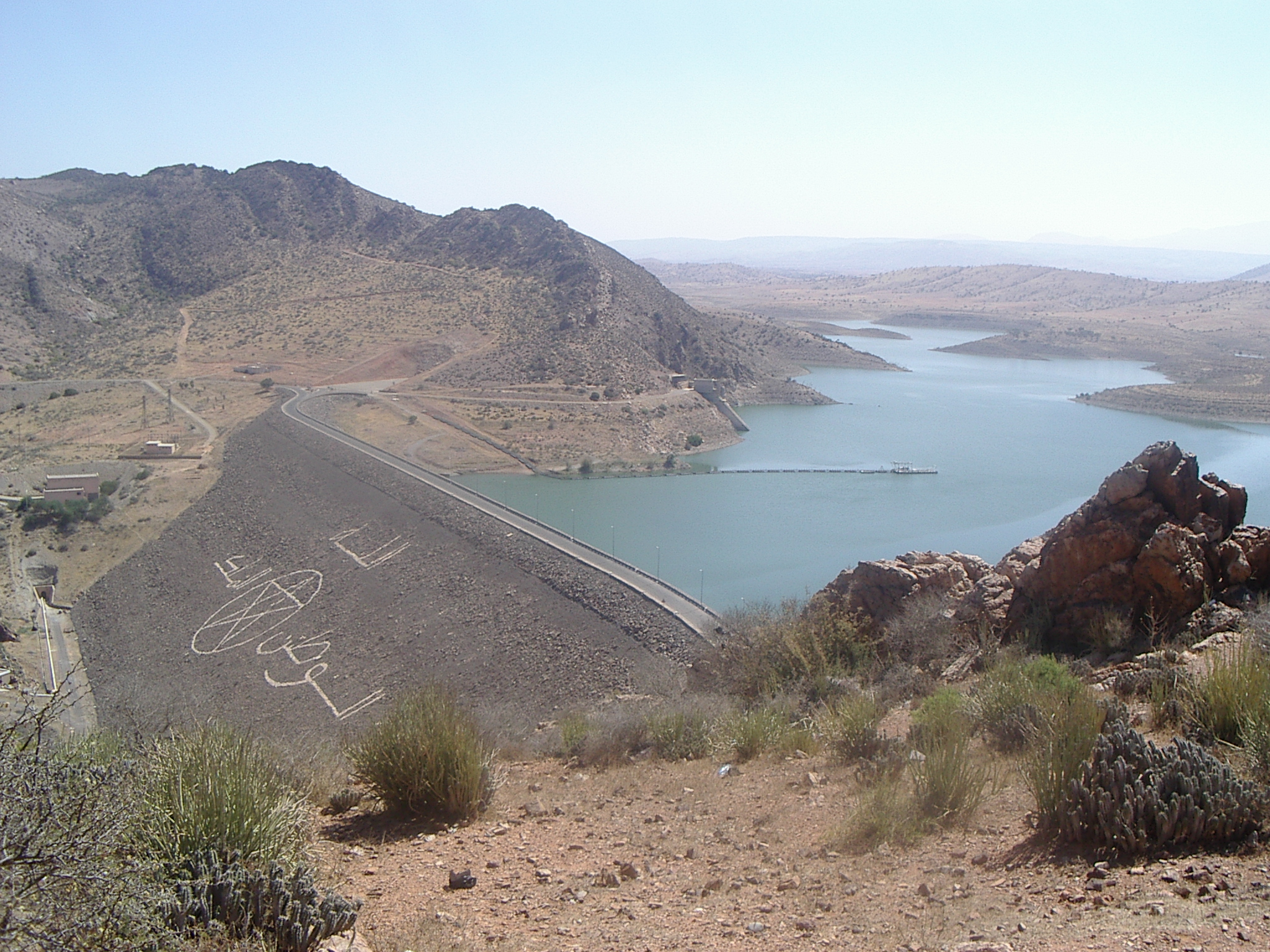
El embalse de Youssef Ibn Tachfin, en la provincia de Tiznit.

Los ríos más importantes son el río Morbeya y el río Sebú, que desembocan en el océano Atlántico, y el río Muluya, que desemboca en el Mediterráneo.

Principales ríos y cordilleras marroquíes.

Puesto que el centro del país es muy montañoso, los ríos se dirigen hacia las tres vertientes que las rodean, la atlántica, la mediterránea y la presahariana. En esta última solo se encuentra un río relevante, el río Ziz, con su afluente el río Rheis, que desaparece en el desierto, en Argelia.
En la vertiente mediterránea destaca el río Muluya, la mayor cuenca hidrográfica de Marruecos, en el que se han construido dos presas, que dan lugar al embalse Mechra Homadi (1957) y al embalse de Mohamed V (1967). Tiene como afluente el río Za.
En la vertiente Atlántica los ríos son más numerosos y más cortos y caudalosos. Destacan, de norte a sur, el río Lucus, el río Sebú, el río Bu Regreg, el río Morbeya, el río Tensift y el río Sus. 
Por último, al sur del Atlas se encuentra el río Draa, el más largo, con más de 1000 km, que encadena una serie de oasis y kasbahs, y desemboca en el océano Atlántico
En cuanto a los embalses de Marruecos, se han construido en torno a 140 de grandes dimensiones, en su mayor parte para el regadío, y el proyecto es construir uno o dos grandes embalses al año hasta alcanzar el millón de hectáreas de regadío.

## Datos básicos
- La extensión de su territorio es de 458 730 km².
- Sus principales ciudades son Casablanca, Tánger, Fez, Marrakech, Mequinez y Rabat.

## Áreas protegidas
En Marruecos hay 321 áreas protegidas que cubren 125 346 km², el 30,78% del territorio, y 718 km² de áreas marinas, el 0,26% de los 276 136 km² que pertenecen al país. Entre estas hay 10 parques nacionales, 19 parques naturales, 8 reservas naturales, 1 reserva biológica, 69 lugares de interés biológico y ecológico y 185 reservas de caza permanentes.
- Parque nacional de Alhucemas, 470 km²
- Parque nacional de Iriqui, 1230 km², sitio Ramsar
- Parque nacional del Alto Atlas Oriental, 490 km²
- Parque nacional de Ifrán, 1250 km²
- Parque nacional Khenifiss, 1850 km²
- Parque nacional de Jenifra, 2027 km²
- Parque nacional de Sus-Masa, 338 km²
- Parque nacional de Talassemtane, 580 km²
- Parque nacional de Tazekka, 4367 km²
- Parque nacional del Toubkal, 1000 km²

En Marruecos hay 26 sitios designados como humedales de importancia (sitios Ramsar) con una extensión de 274 286 hectáreas.
- Merja Zerga, 73 km²
- Desembocaduras de los uadis Chbeyka-al Wa'er, 80 km²
- Desembocadura del río Muluya, 30 km²
- Desembocadura del río Draa, 100 km²
- Embalse de Mohamed V, 50 km²
- Sebja Bou Areg, 140 km²
- Sebja Zima, 7,6 km²
- Humedales del río El Maleh, 12 km²
- Oasis de Tafilalet, 650 km²
- Complejo del Bajo Tahaddart, 110 km²
- Cabo de Tres Forcas, 50 km², extremo de la península donde se encuentra de Melilla. Acantilados, cuevas y playas de grava, aguas claras y fondo arenoso. Alberga especies amenazadas como la foca monje, dos especies de lapas (Patella ferruginea y Patella nigra, la tortuga boba, el rorcual común y dos especies de delfines, el balfín y el delfín común.
- Complejo del Bajo Loukkos, 36 km²
- Humedal y costa de la meseta de Rmel, 13 km²
- Lagos Isly-Tislite, 8 km²
- Draa medio, 450 km²
- Aguelmams Sidi Ali-Tifounassine, 6 km²
- Complejo de Sidi Moussa-Walidia, 100 km²
- Embalse de Al Massira, 140 km²
- Archipiélago y dunas de Essawira, 40 km²
- Lago de Afennourir, 8 km²
- Merja Sidi Boughaba, 6,5 km²
- Bahía de Khnifiss, 200 km²
- Bahía de Villa Cisneros, 400 km²
- Humedales de Souss-Massa, 10 km²
- Merja de Fouwarate, 5 km²
- Sebja Imilili, 17,74 km²

BirdLife International tiene catalogadas 46 áreas de importancia por las aves y la biodiversidad (Important Bird & Biodiversity Areas) que cubren 32 897 km² y engloban unas 336 especies de aves, de las que 16 son especies amenazadas y 273 son especies migratorias.

## Galería de imágenes

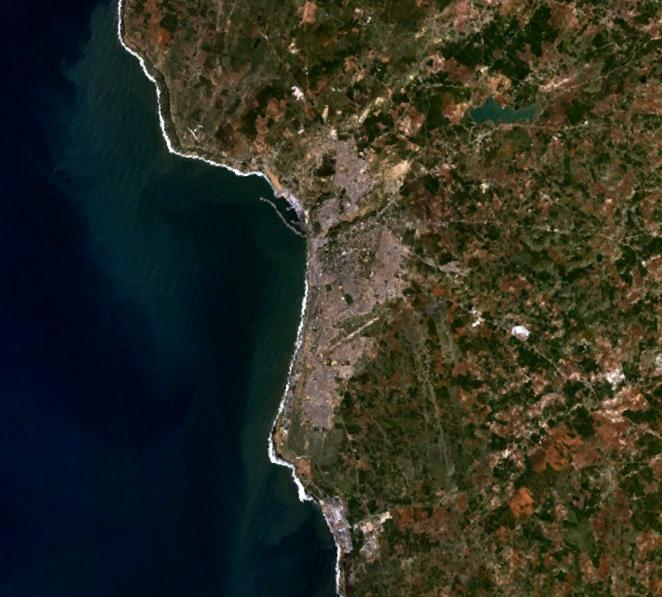
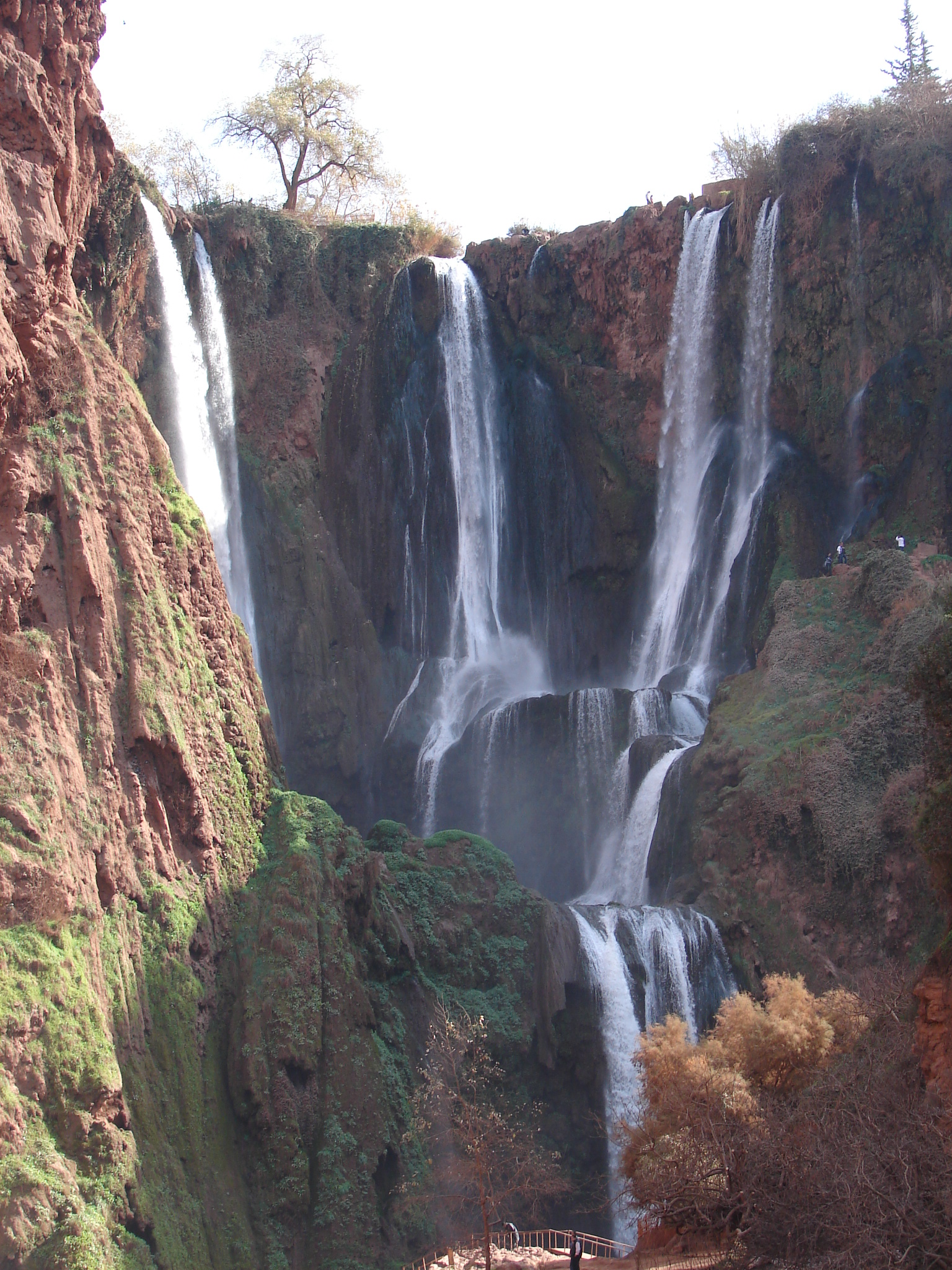
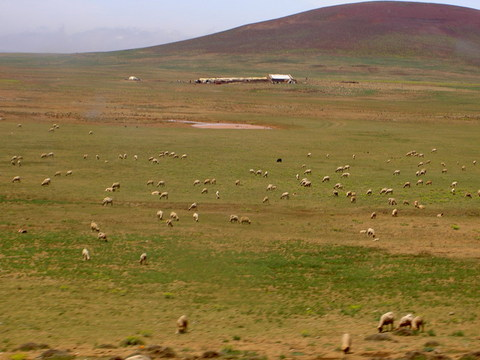
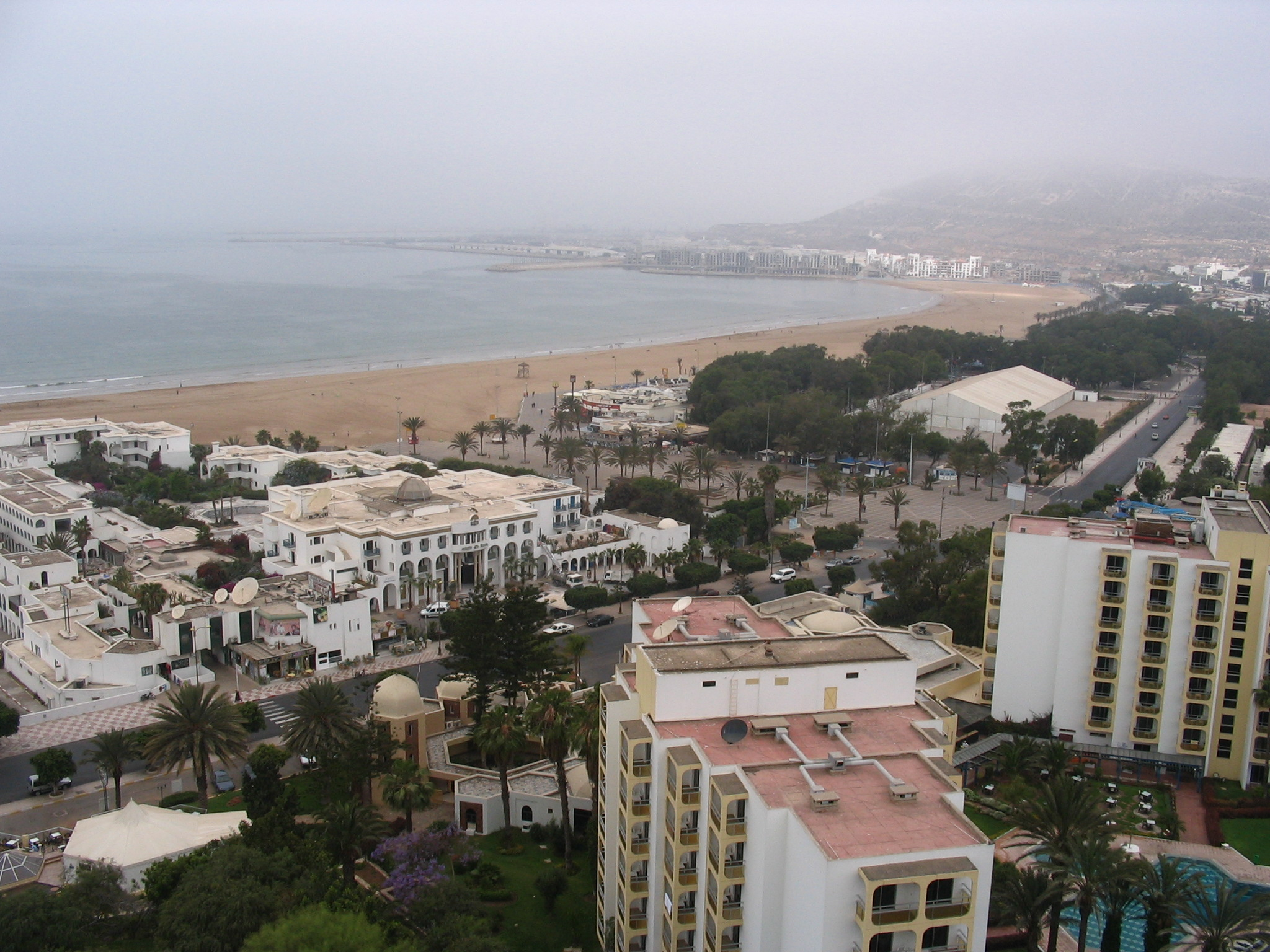
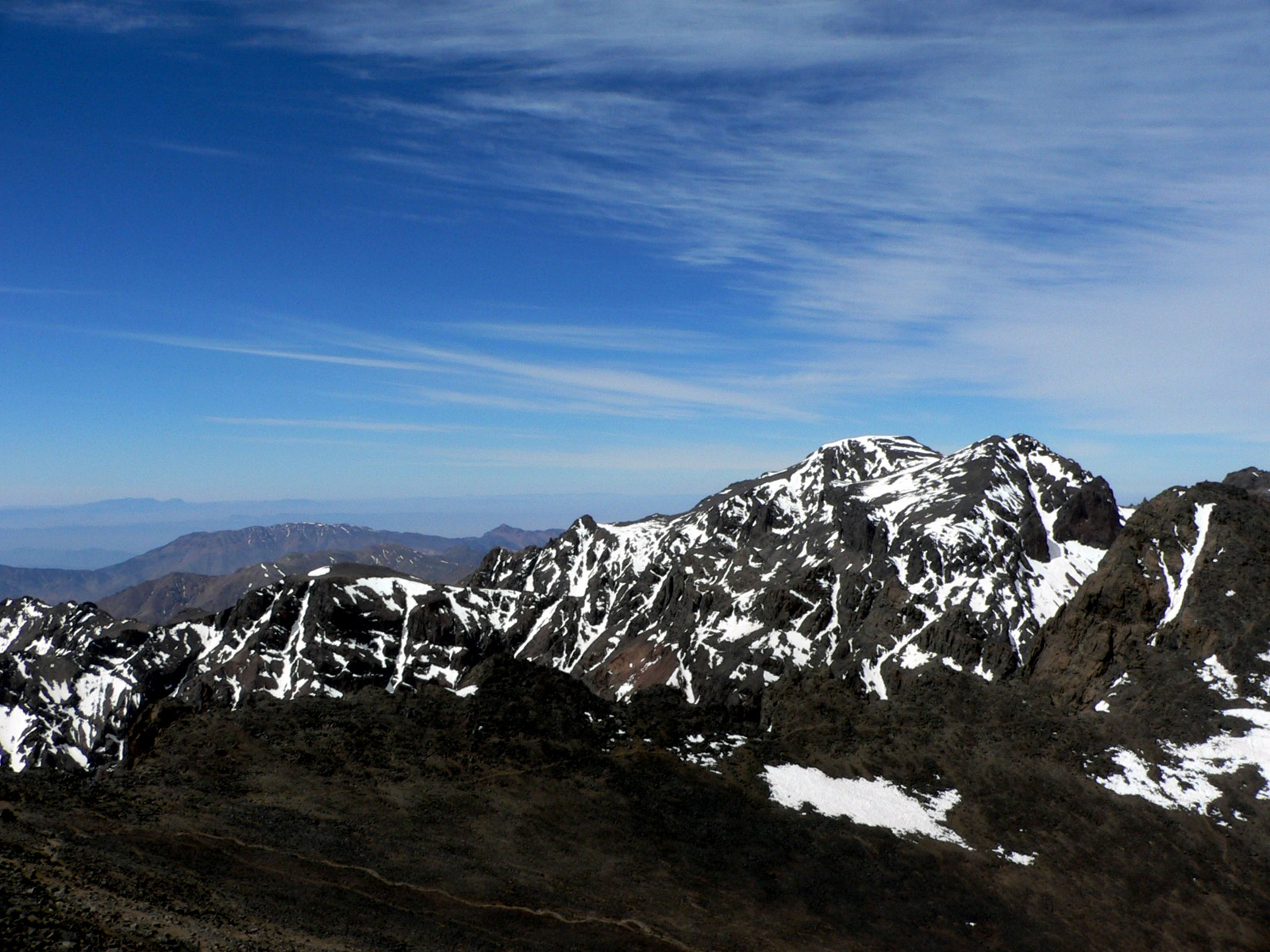
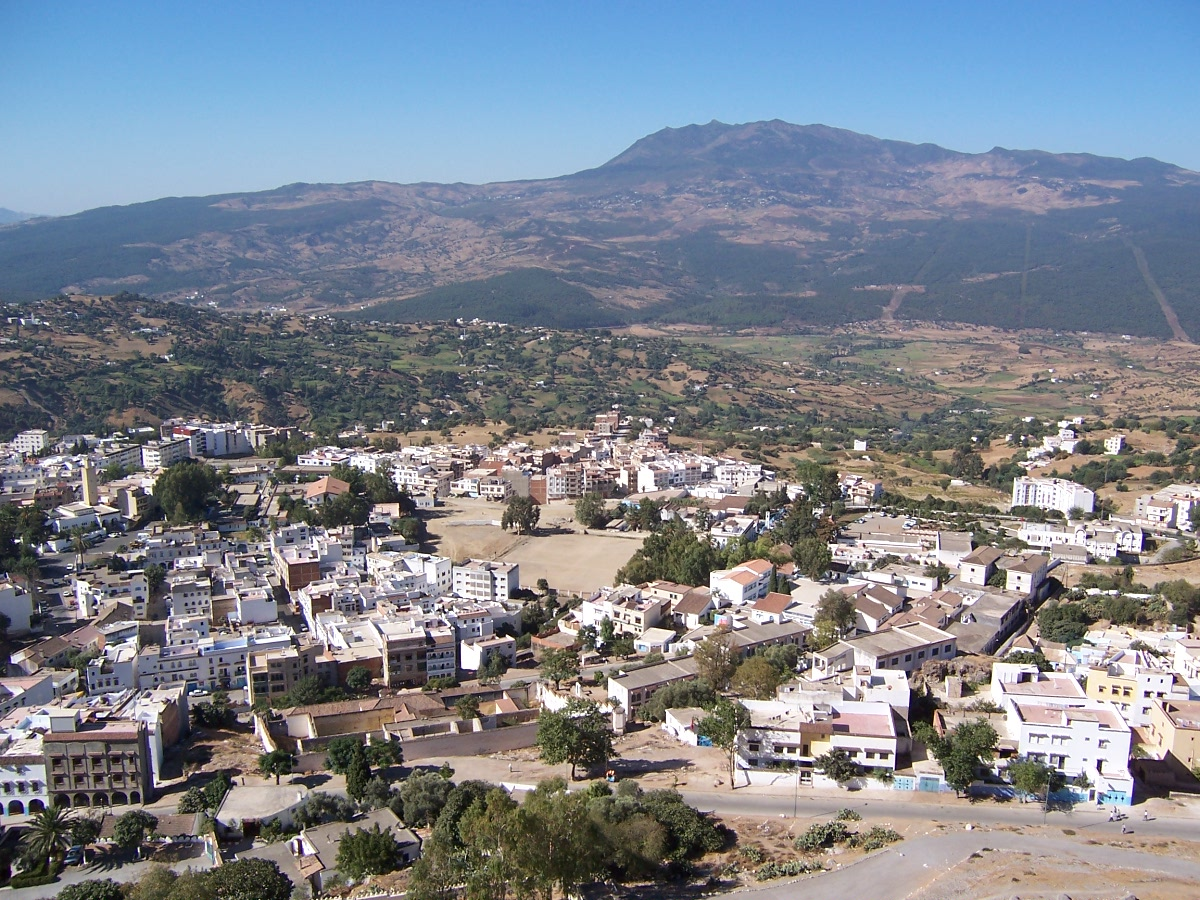
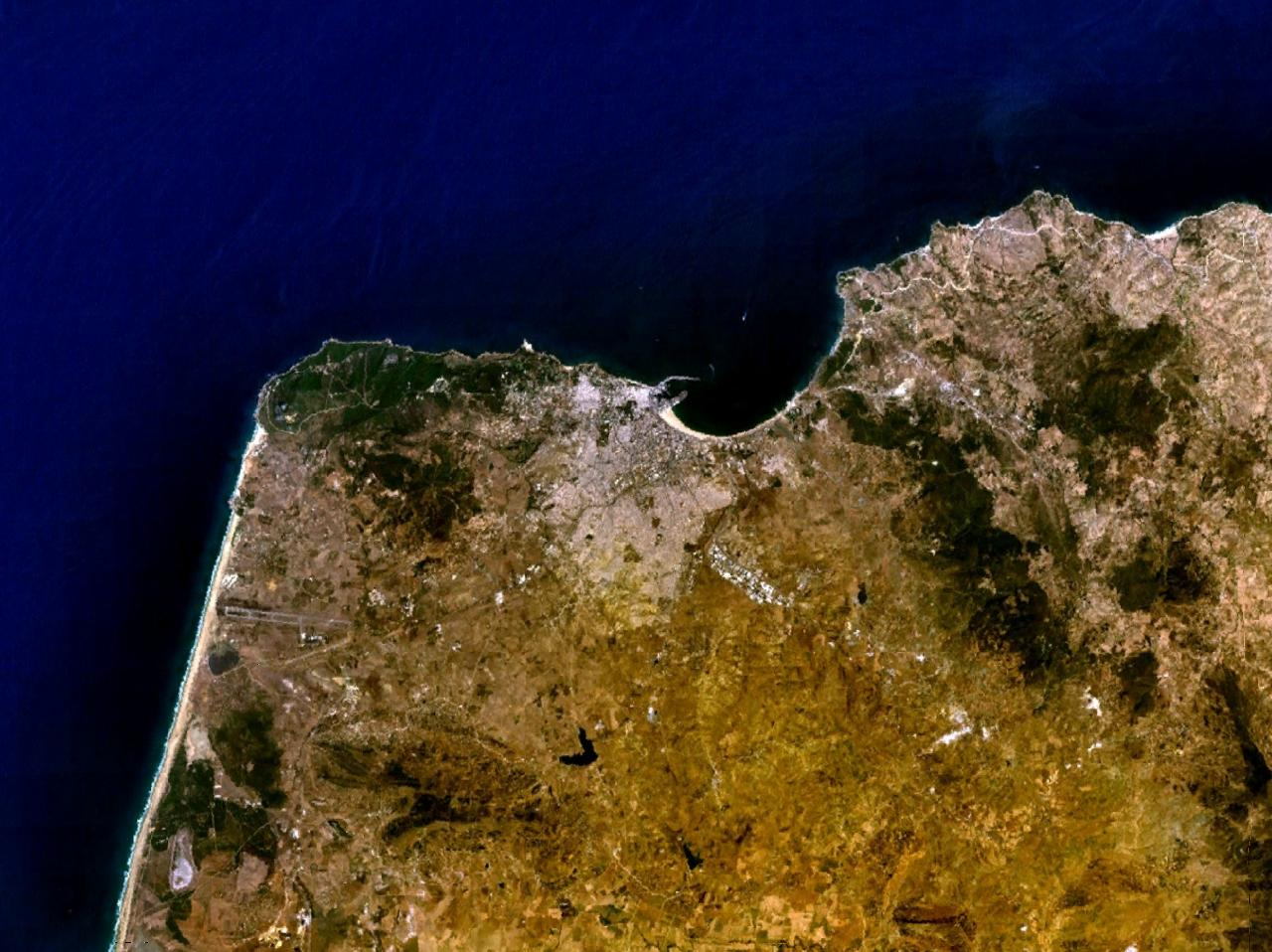
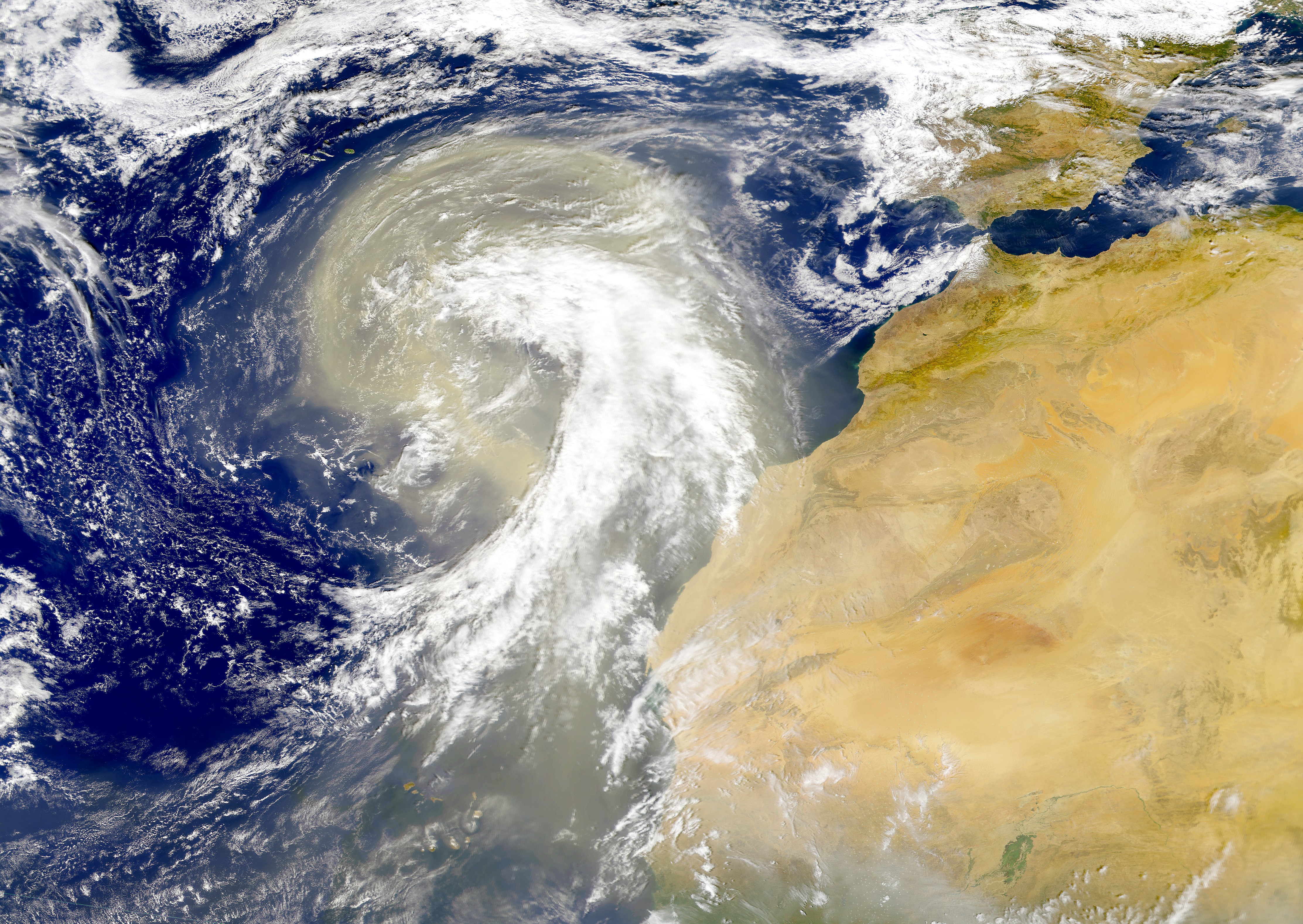
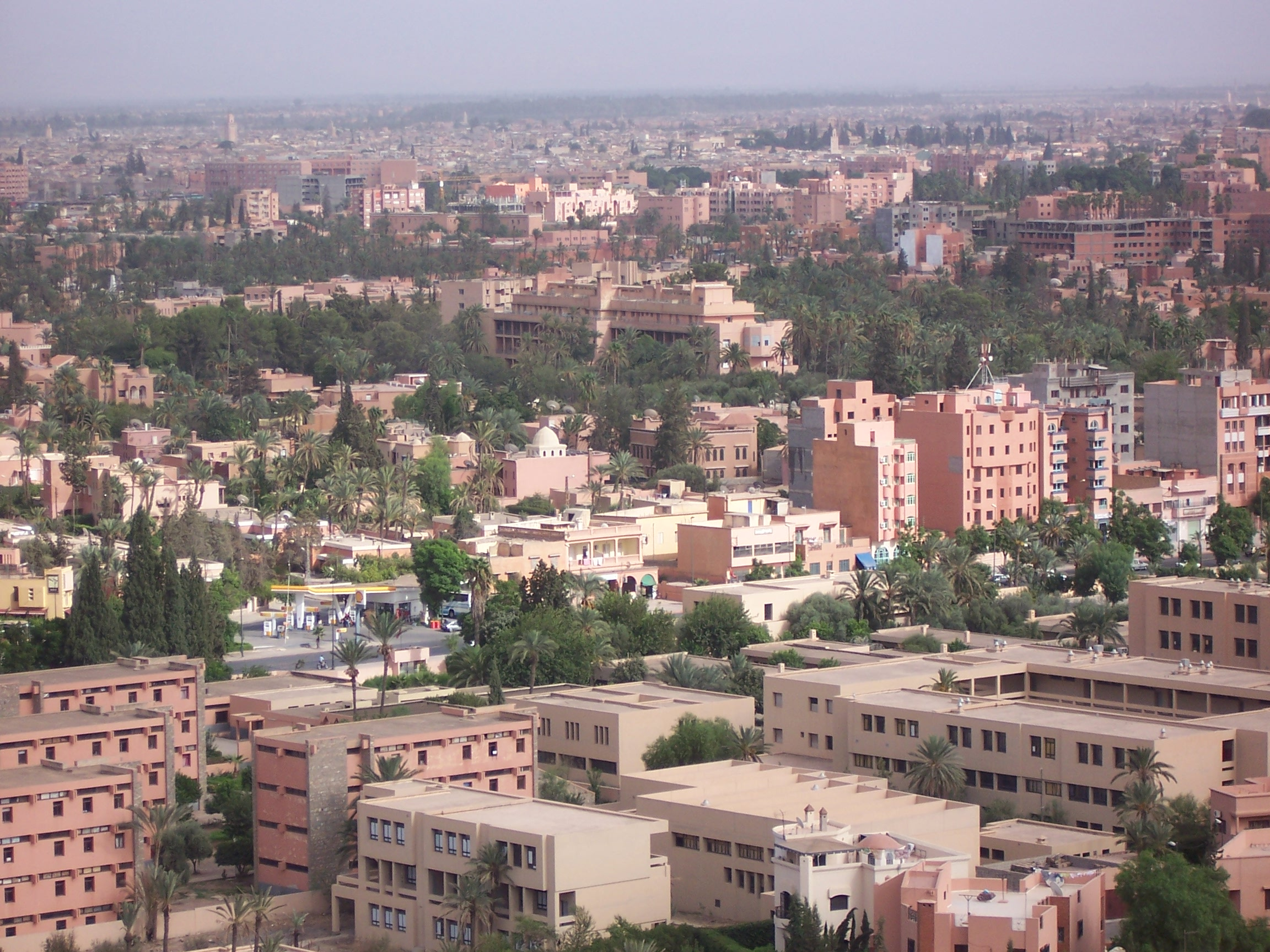
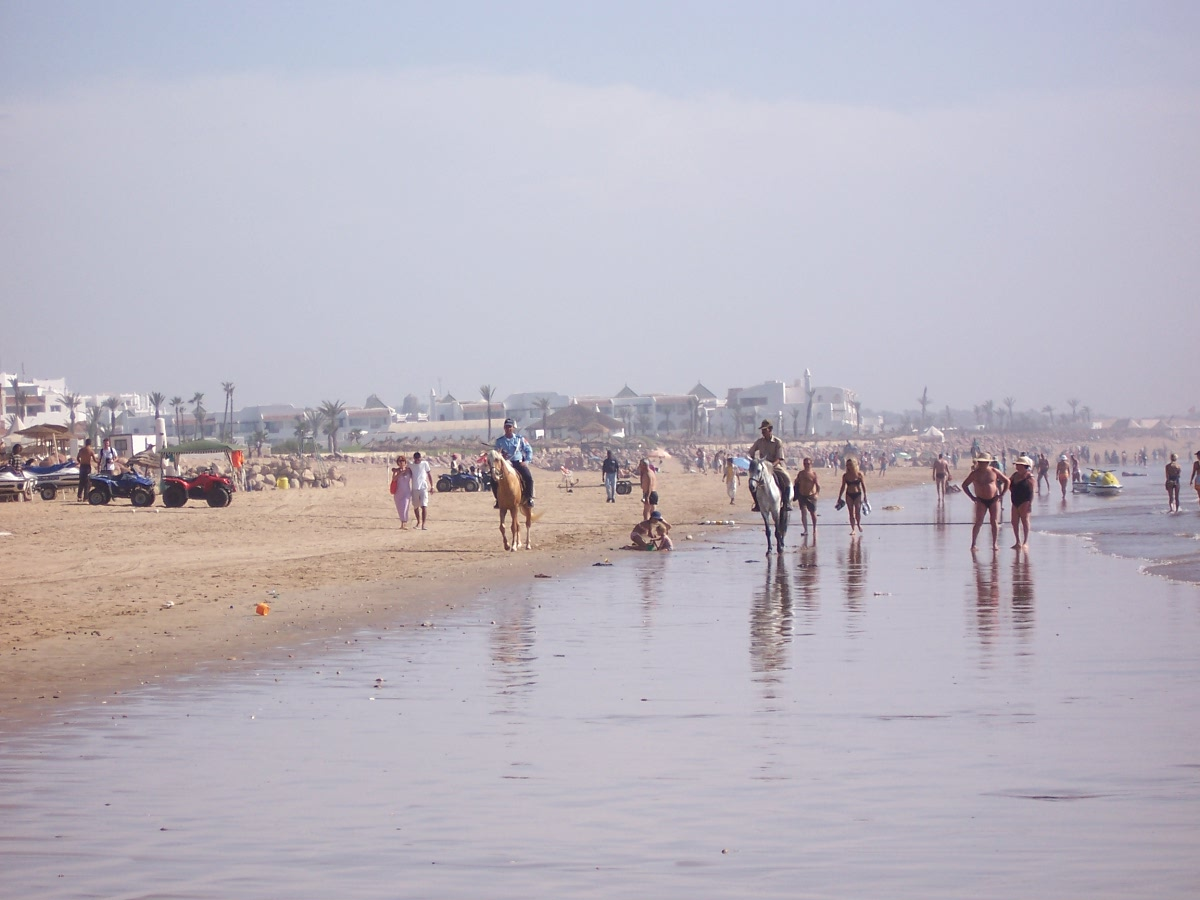
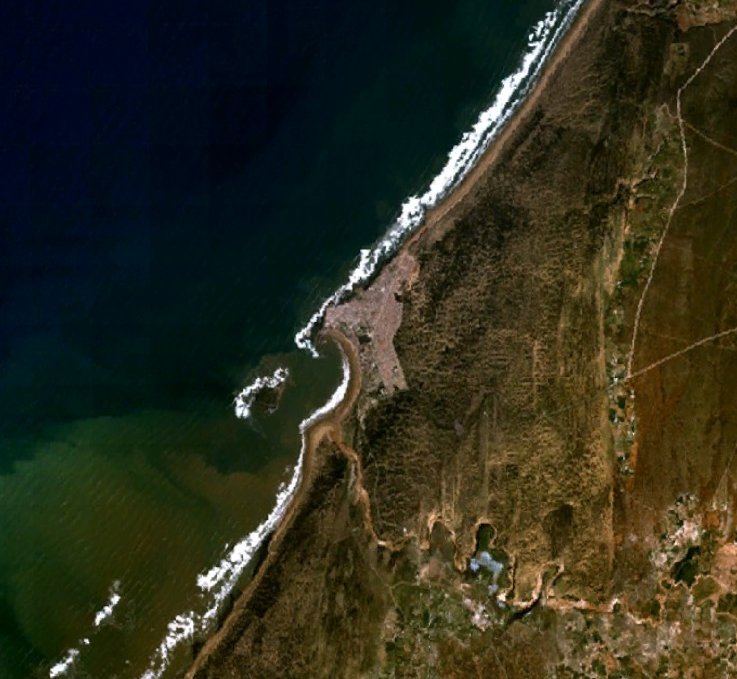
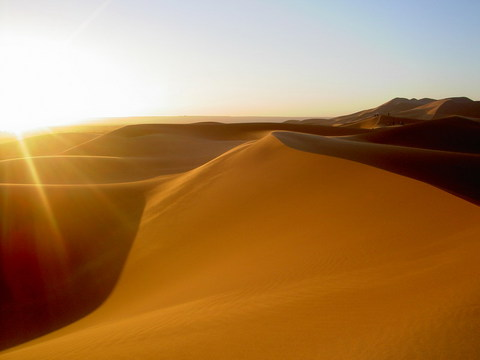